# Telatycze
Telatycze [tɛlaˈtɨt͡ʂɛ] est un village polonais de la gmina de Nurzec-Stacja dans le powiat de Siemiatycze et dans la voïvodie de Podlachie. Il se situe à environ 10 kilomètres à l'est de Nurzec-Stacja, à 25 kilomètres à l'est de Siemiatycze et à 76 kilomètres au sud de Białystok. 